# Kerkhovense Molen
De Kerkhovense Molen of Onvermoeid is een ronde stenen stellingmolen te Oisterwijk. Deze molen is gebouwd in 1895 ter vervanging van een afgebrande standerdmolen, op een plaats waar al honderden jaren een molen heeft gestaan. De molen kreeg drie koppels maalstenen: een voor het malen van consumptiemeel, een voor het malen van veevoeder en een voor het malen van schors. De functie van schorsmolen was belangrijk voor de leerlooierijen in de streek. Door de aanwezigheid van licht ontvlambaar stof tijdens het schorsmalen ontstond in 1912 brand in de molen. Men heeft toen besloten om alle openingen af te sluiten om het vuur te doven. De Kerkhovense Molen werd hersteld met delen van het binnenwerk van een buiten bedrijf gestelde poldermolen in Barendrecht. Ten gevolge van de brand is de romp echter gescheurd, waardoor de molen sinds het herstel vochtproblemen heeft.
Tot aan het einde van de Tweede Wereldoorlog werd in deze molen beroepsmatig gemalen; daarna viel de molen stil en ontstond achterstand in het onderhoud ervan. Om verder verval te voorkomen kocht de gemeente Oisterwijk in 1953 de Kerkhovense Molen, maar stond toe dat delen van het binnenwerk werden verwijderd. In de daaropvolgende jaren deed de molen dienst als jeugdherberg. Dat duurde tot 1970. In dat jaar werd hij tot monument verklaard en werd begonnen aan het opnieuw inrichten van de molen tot werktuig. In 1979 draaide de Kerkhovense Molen opnieuw. In 1992 moest hij wegens bouwkundige problemen opnieuw stilgezet worden. De stichting De Kerkhovense Molen heeft de molen in 1993 gekocht met het doel hem opnieuw maalvaardig te maken. Op 1 mei 1999 was dat een feit. Bij deze gelegenheid heeft de molen zijn oude naam "Onvermoeid" teruggekregen, een naam die hij sinds 1926 droeg.
De molen is te bezoeken op zaterdagen van 14:00 tot 17:00 uur.
Het 26,10 m grote gevlucht is op de binnenroede Oud-Hollands opgehekt en heeft op de buitenroede fokwieken met regelborden (remkleppen). De in 1978 gelaste roeden zijn door de firma Derckx gemaakt. De binnenroede heeft nummer 272 en de buitenroede 271.
Het kruiwerk van de molen is een Engels kruiwerk.
De uit 1850 stammende, 5,06 meter lange, gietijzeren bovenas is van de firma F.J. Penn & Comp. te Dordrecht en heeft nummer 17.
De molen wordt gevangen (geremd) met een vlaamse blokvang, die wordt bediend met een vangtouw en vangtrommel.

## Overbrengingen
- De overbrengingsverhouding is 1 : 6,35.
- Het bovenwiel heeft 75 kammen en de bovenschijfloop heeft 33 staven. De koningsspil draait hierdoor 2,27 keer sneller dan de bovenas. De steek, de afstand tussen de staven, is 11,5 cm.
- Het spoorwiel heeft 81 kammen en de beide steenrondsels 29 staven. Het steenrondsel draait hierdoor 2,79 keer sneller dan de koningsspil en 6,35 keer sneller dan de bovenas. De steek is .. cm.

## Fotogalerij

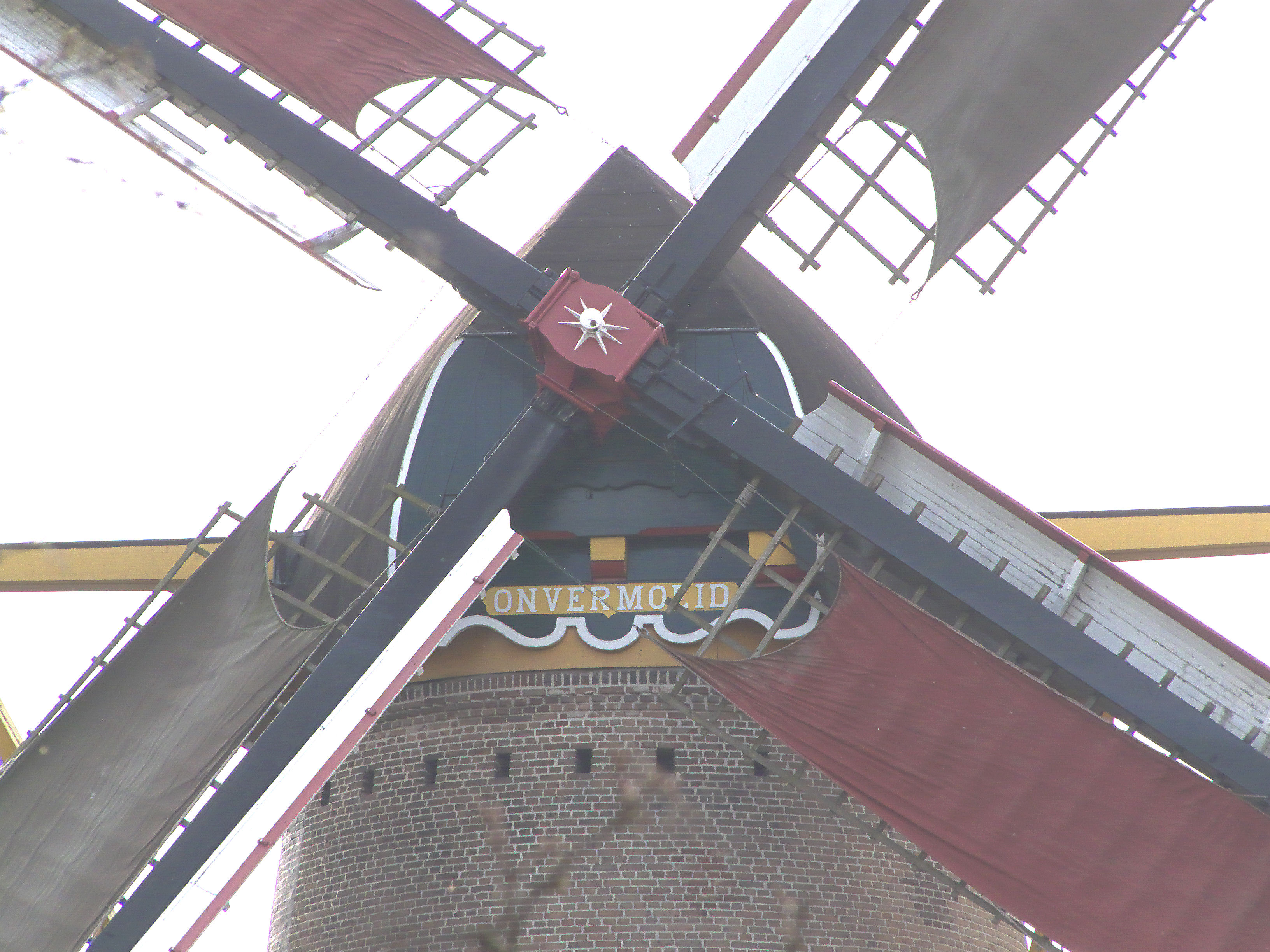
Baard
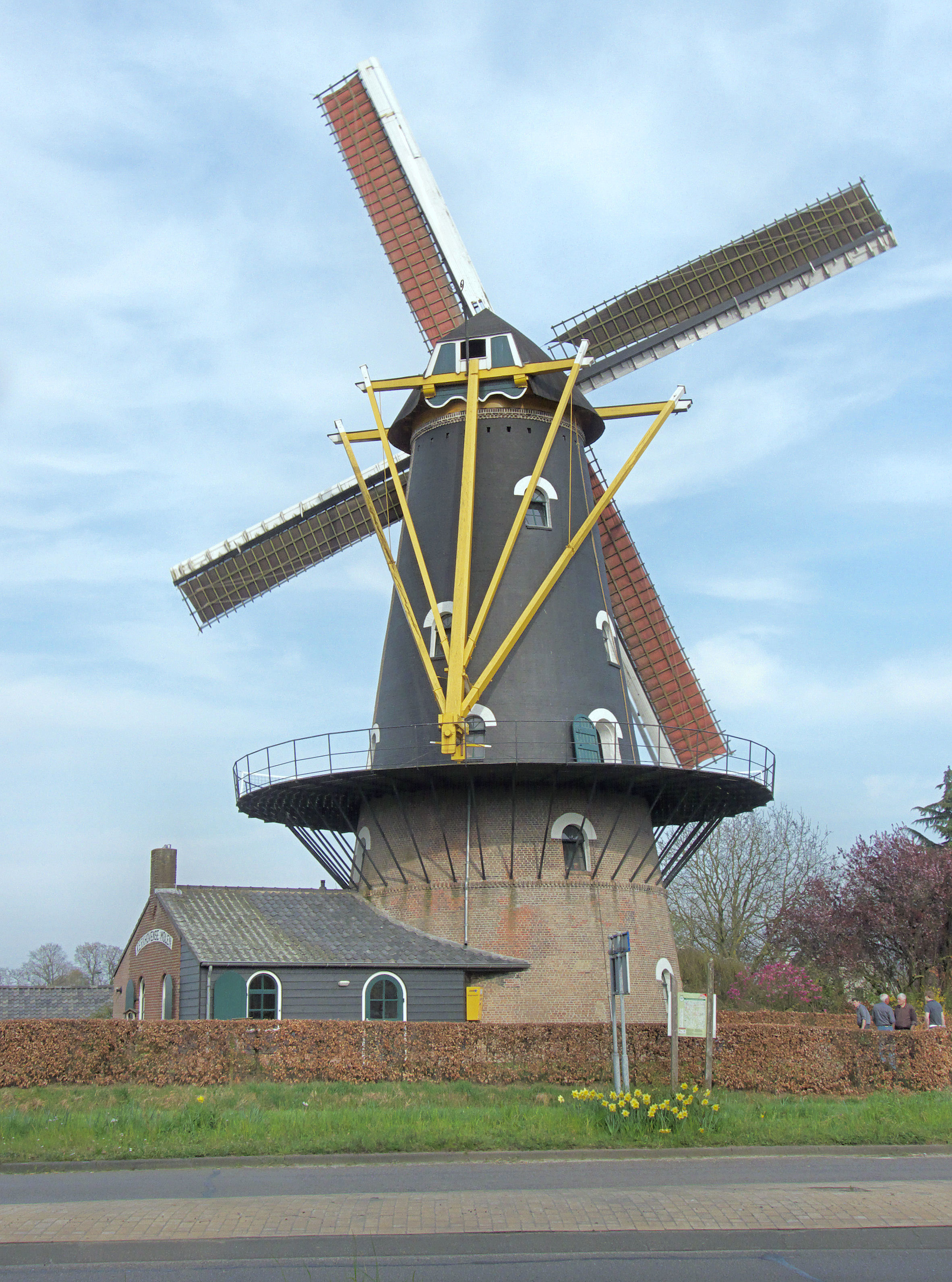
Staart
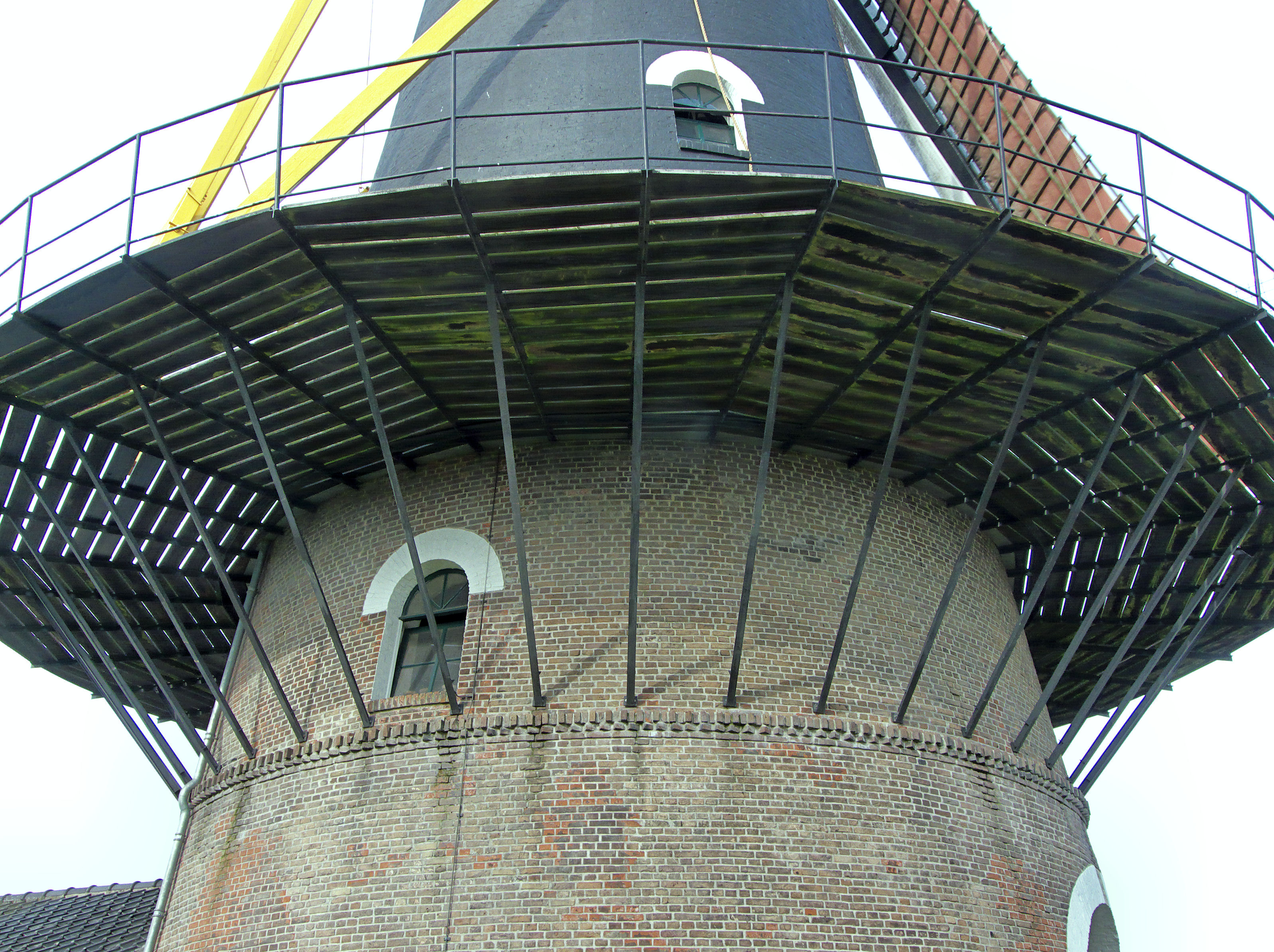
IJzeren stelling
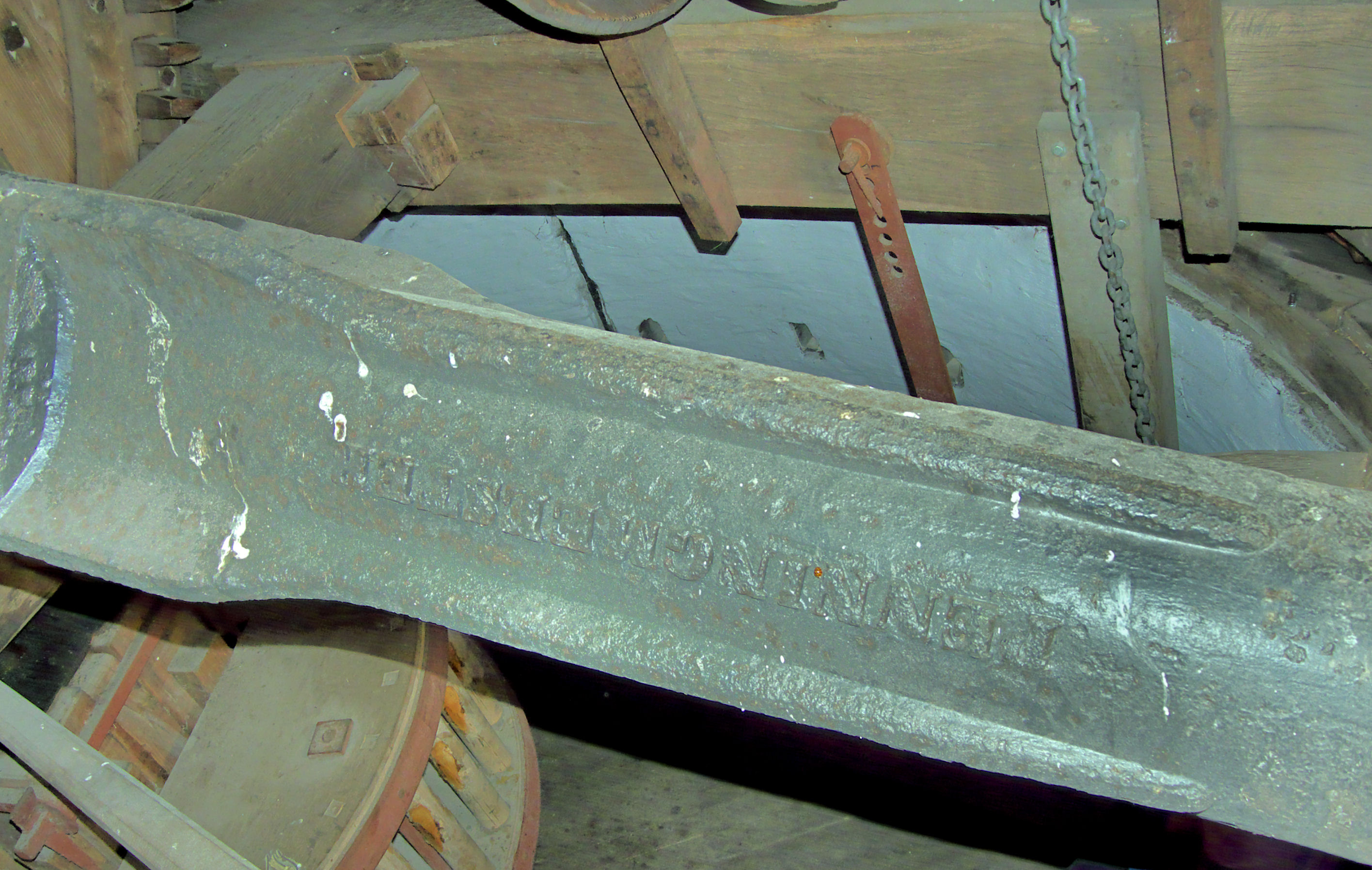
Bovenas
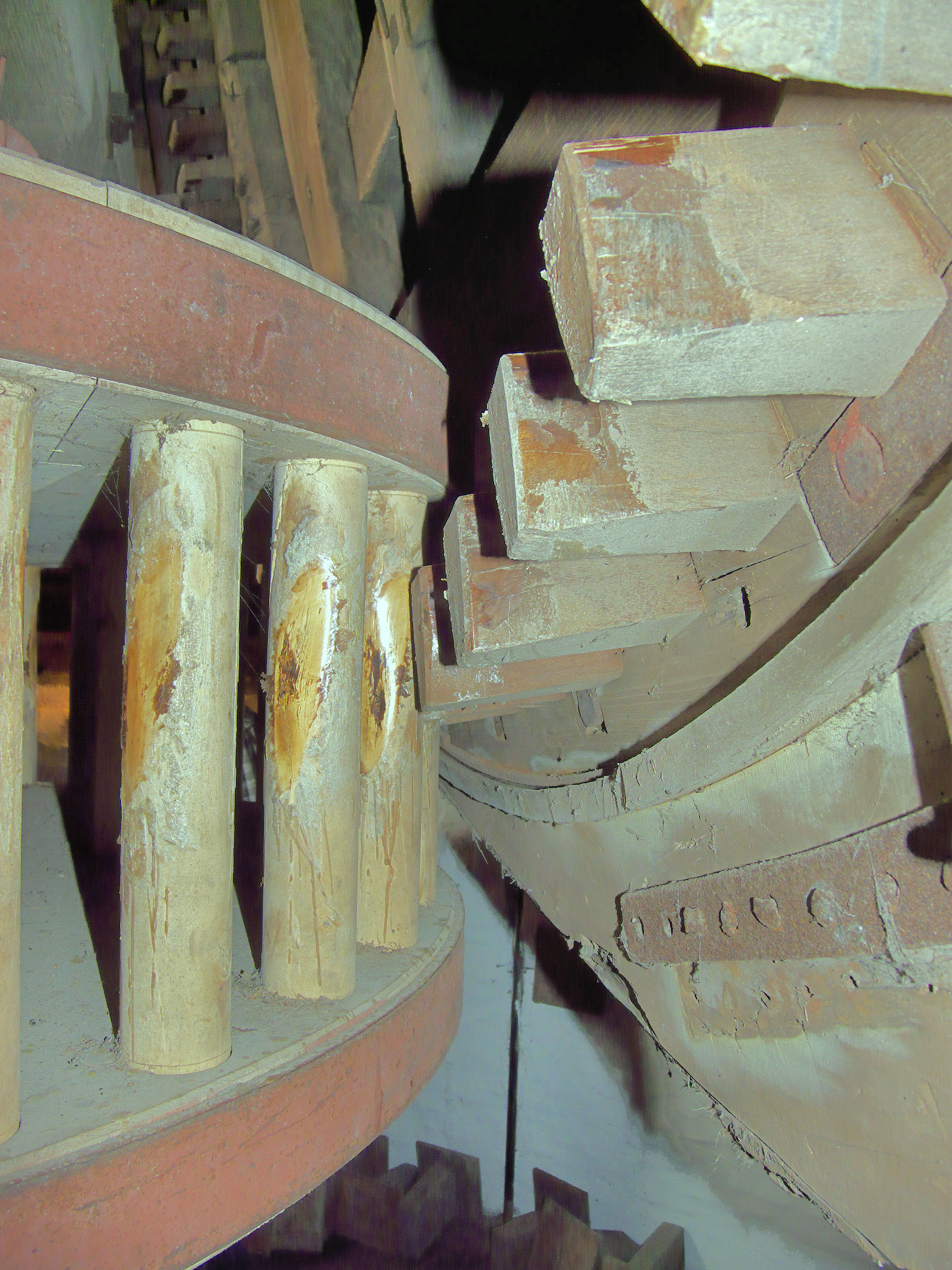
Bovenwiel met bovenschijfloop
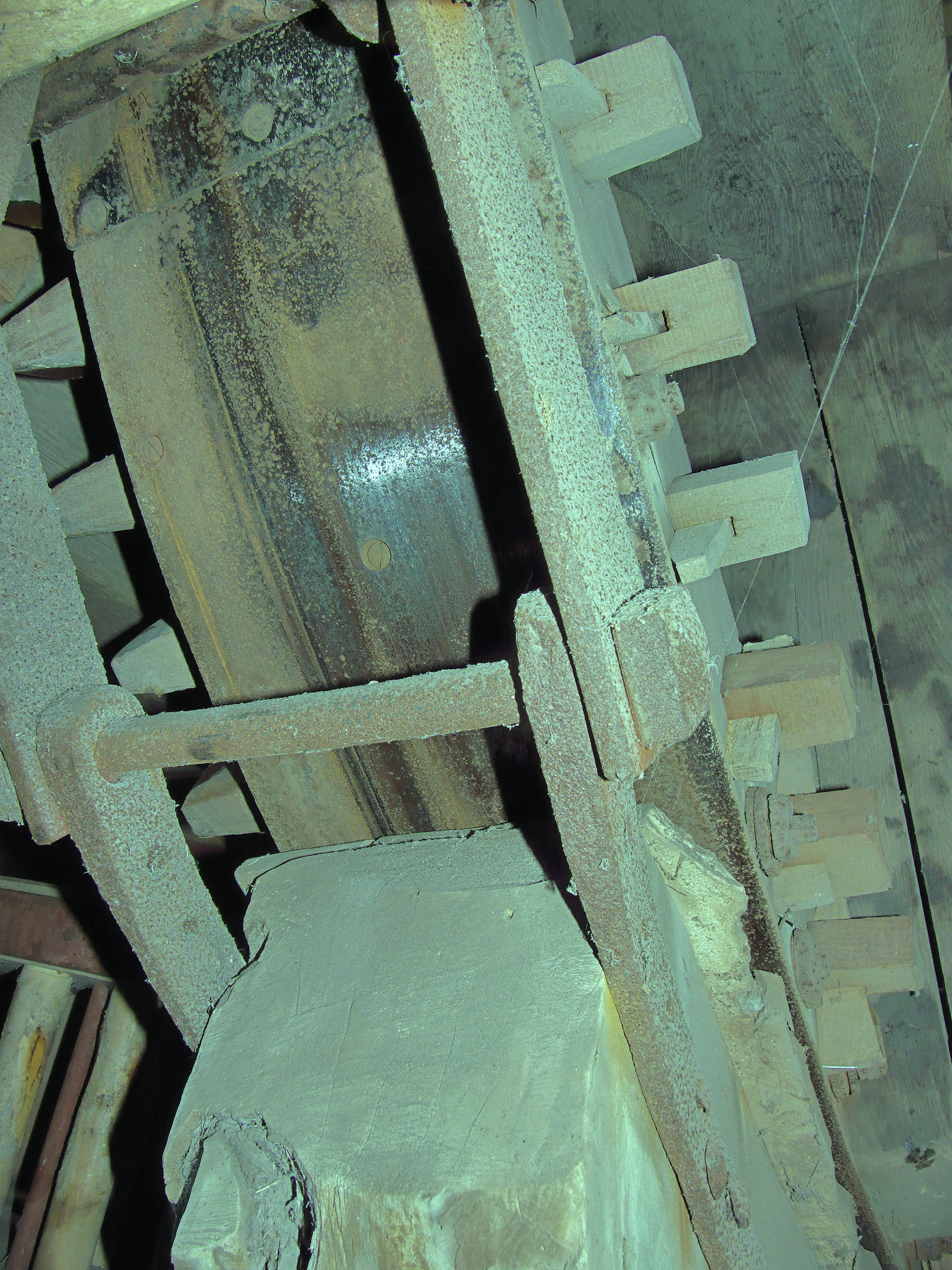
IJzeren hoep om bovenwiel
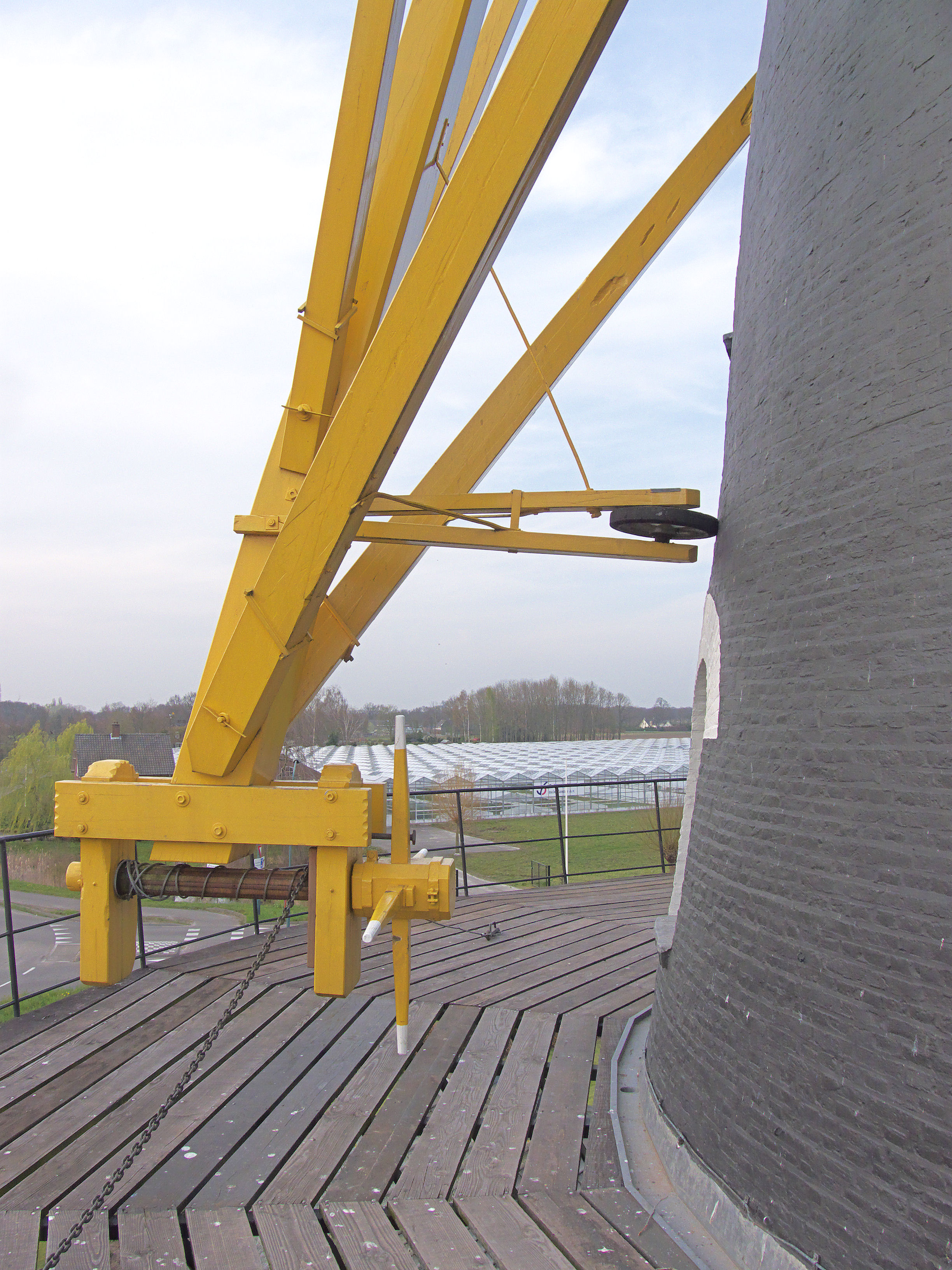
kruihaspel met staartrol
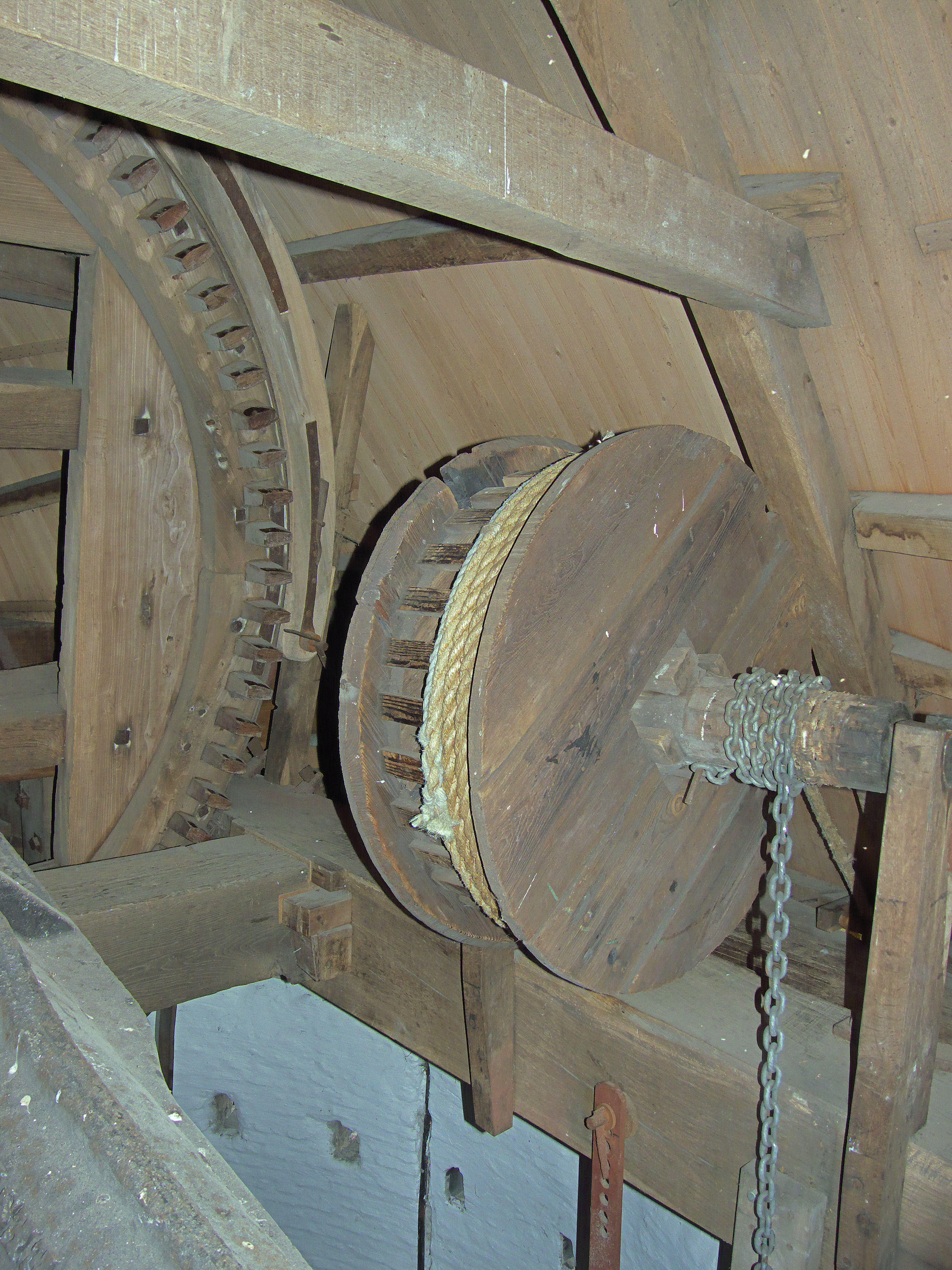
Vangtromel
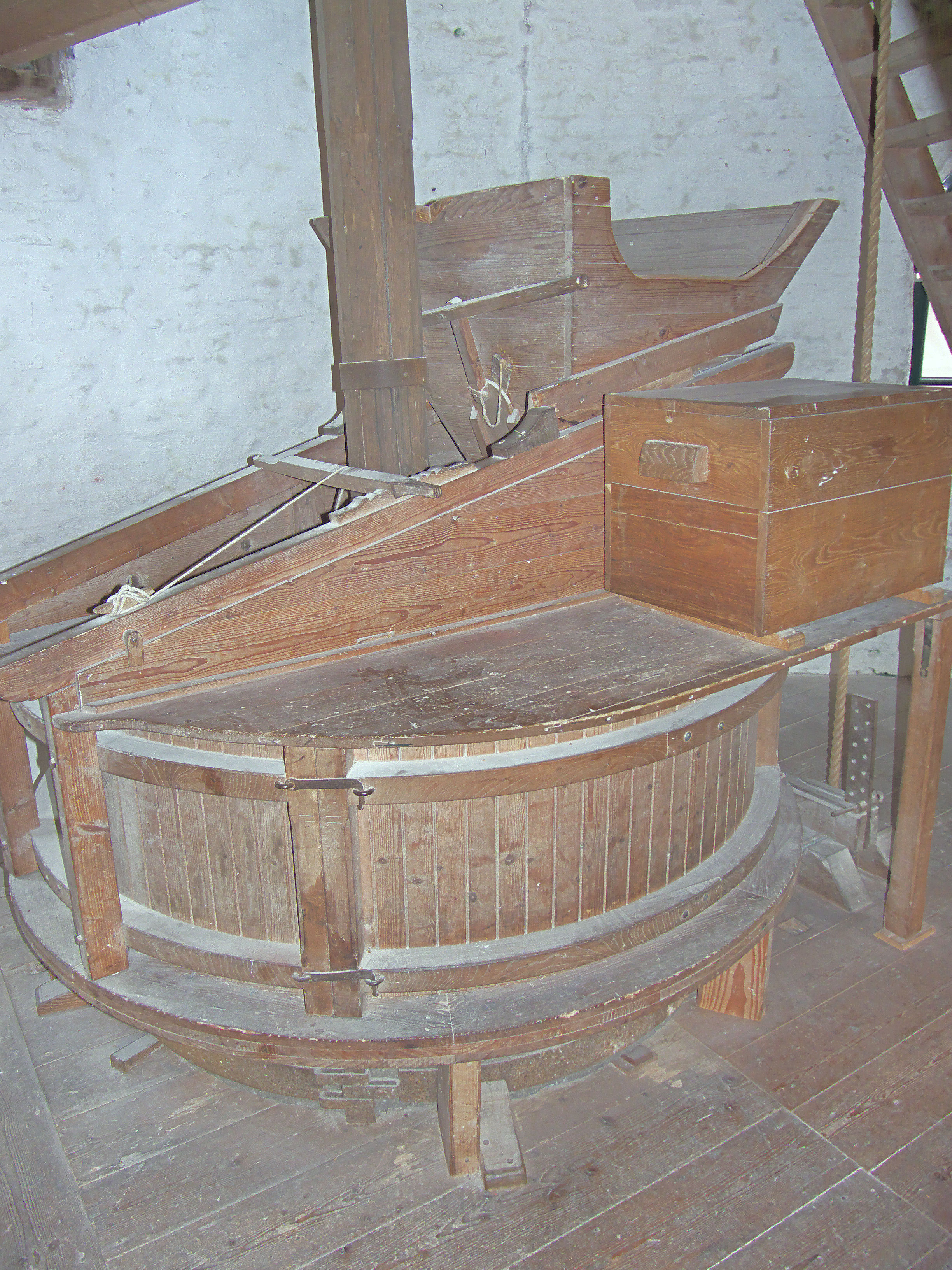
Maalkoppel
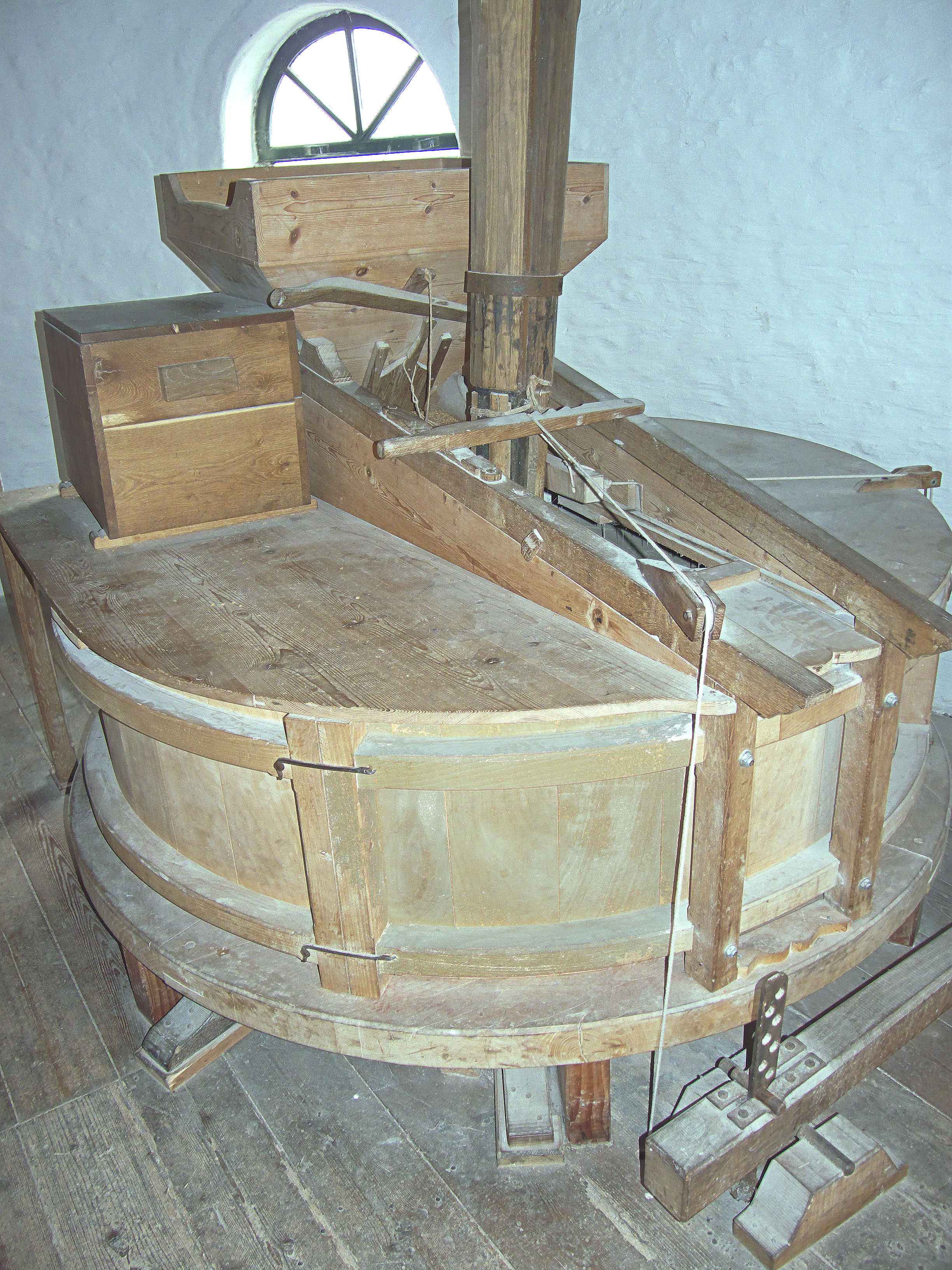
Maalkoppel
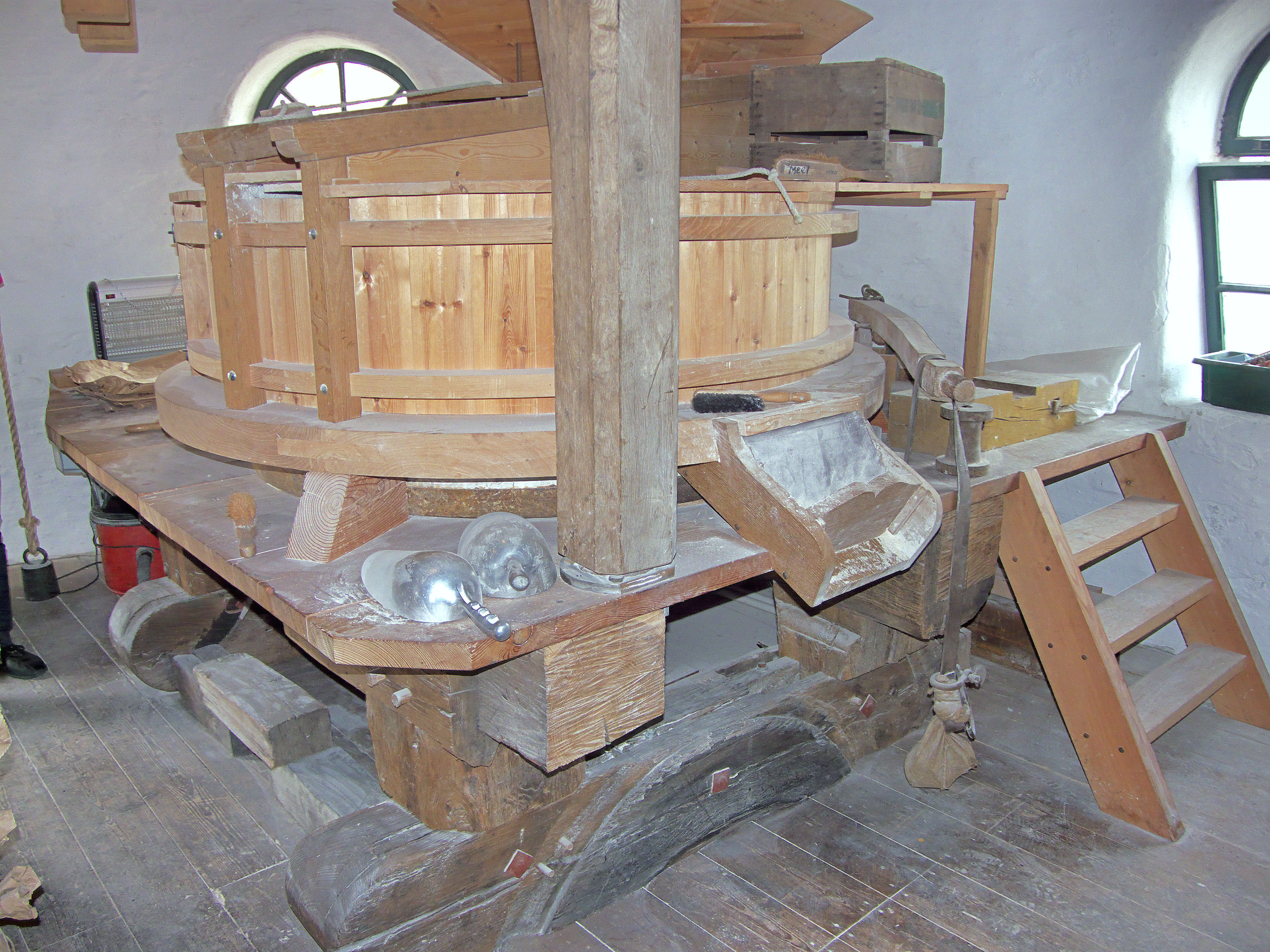
Maalstoel
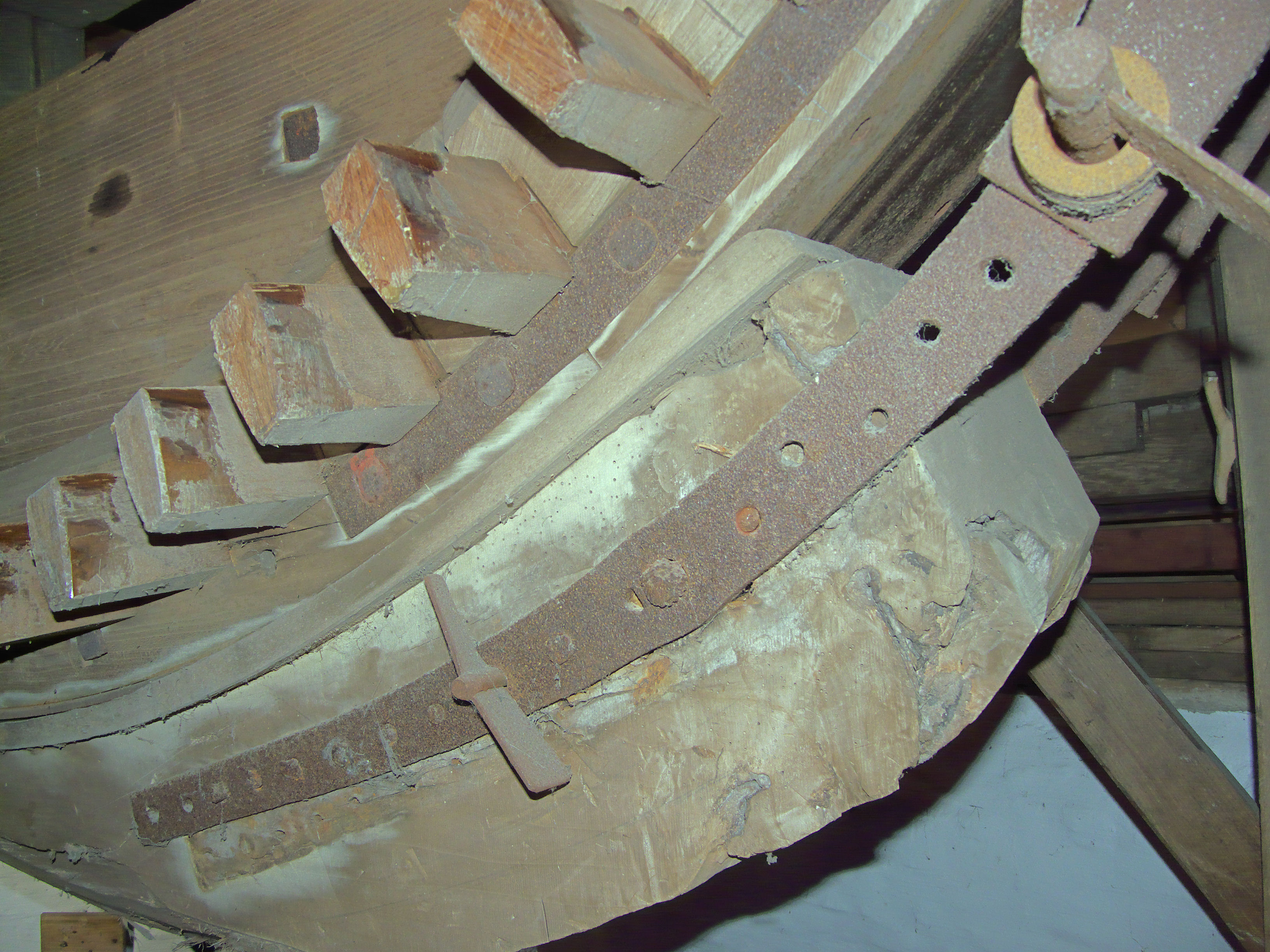
Opgedikt buikstuk